# كولن بيتمان
كولن بيتمان (بالإنجليزية: Colin Bateman)‏ هو كاتب وكاتب سيناريو بريطاني، ولد في 1 يونيو 1962 في Bangor, County Down ‏ في المملكة المتحدة.

## وصلات خارجية
- الموقع الرسمي
- كولن بيتمان على موقع IMDb (الإنجليزية)
- كولن بيتمان على موقع قاعدة بيانات الفيلم (الإنجليزية)